# La Roque-en-Provence
La Roque-en-Provence (bis 17. November 2015 Roquestéron-Grasse genannt, okzitanisch Sa Ròca de Provença, früher italienisch Roccasterone di Grassa)  ist eine französische Gemeinde im Département Alpes-Maritimes in der Region Provence-Alpes-Côte d’Azur. Sie gehört zum Arrondissement Grasse und zum Kanton Vence.

## Geographie
Die Gemeinde liegt im Regionalen Naturpark Préalpes d’Azur. Der Fluss Estéron bildet die nördliche Gemeindegrenze. Die angrenzenden Gemeinden sind Sigale im Nordwesten, Roquestéron im Nordosten, Conségudes im Osten, Coursegoules im Südosten, Gréolières im Südwesten und Aiglun im Westen.

## Bevölkerungsentwicklung
| Jahr      | 1962 | 1968 | 1975 | 1982 | 1990 | 1999 | 2008 | 2016 |
| --------- | ---- | ---- | ---- | ---- | ---- | ---- | ---- | ---- |
| Einwohner | 47   | 40   | 56   | 59   | 59   | 65   | 68   | 77   |

## Sehenswürdigkeiten
Siehe auch: Liste der Monuments historiques in La Roque-en-Provence
- Chapelle de l’Olive
- Chapelle Saint-Laurent près de Gerbieres
- Kirche Sainte-Pétronille und vormalige Kirche Saint-Jean, datiert auf das 13. Jahrhundert und seit 1941 als Monument historique eingetragen
- Mairie

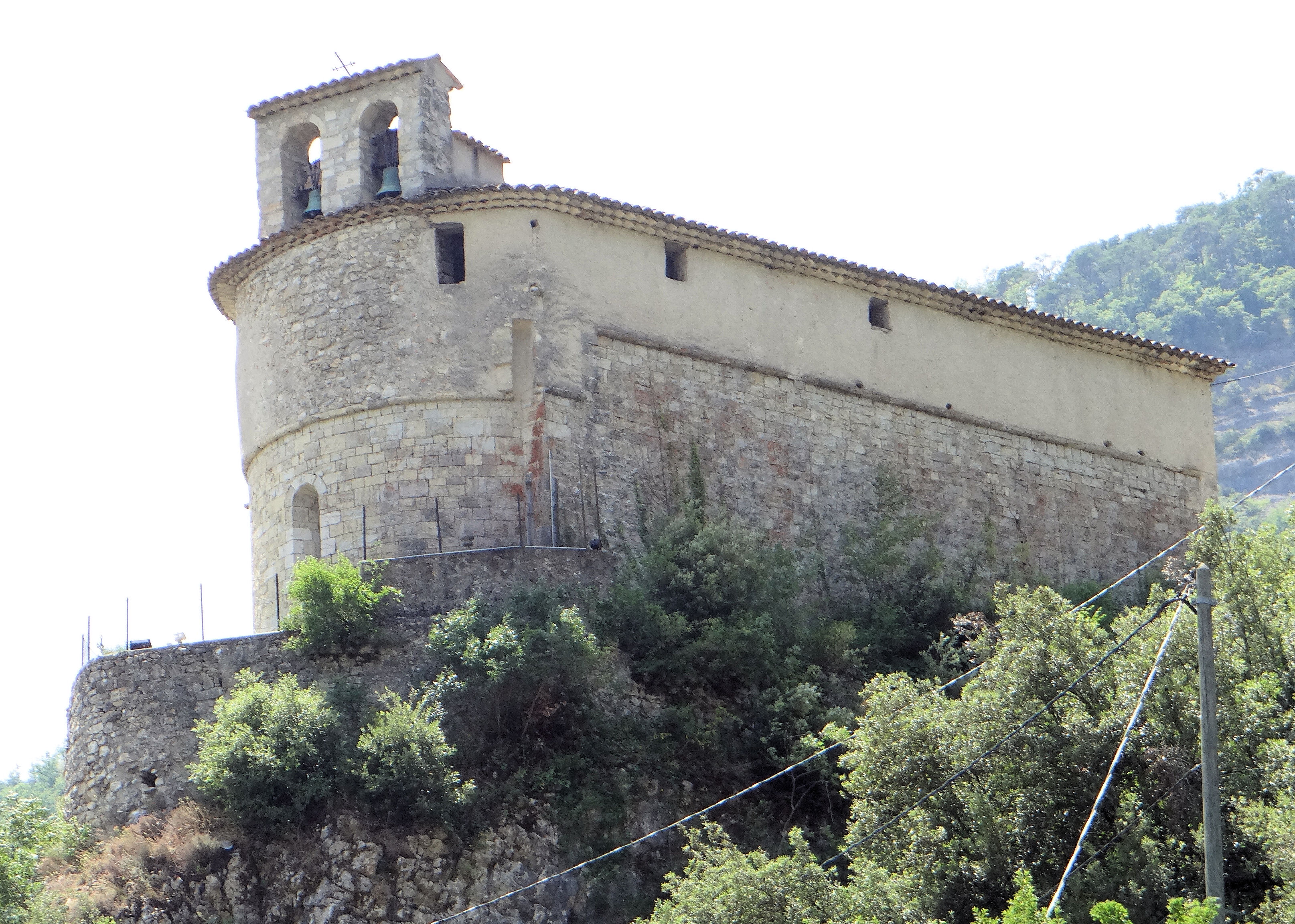
Kirche Sainte-Pétronille
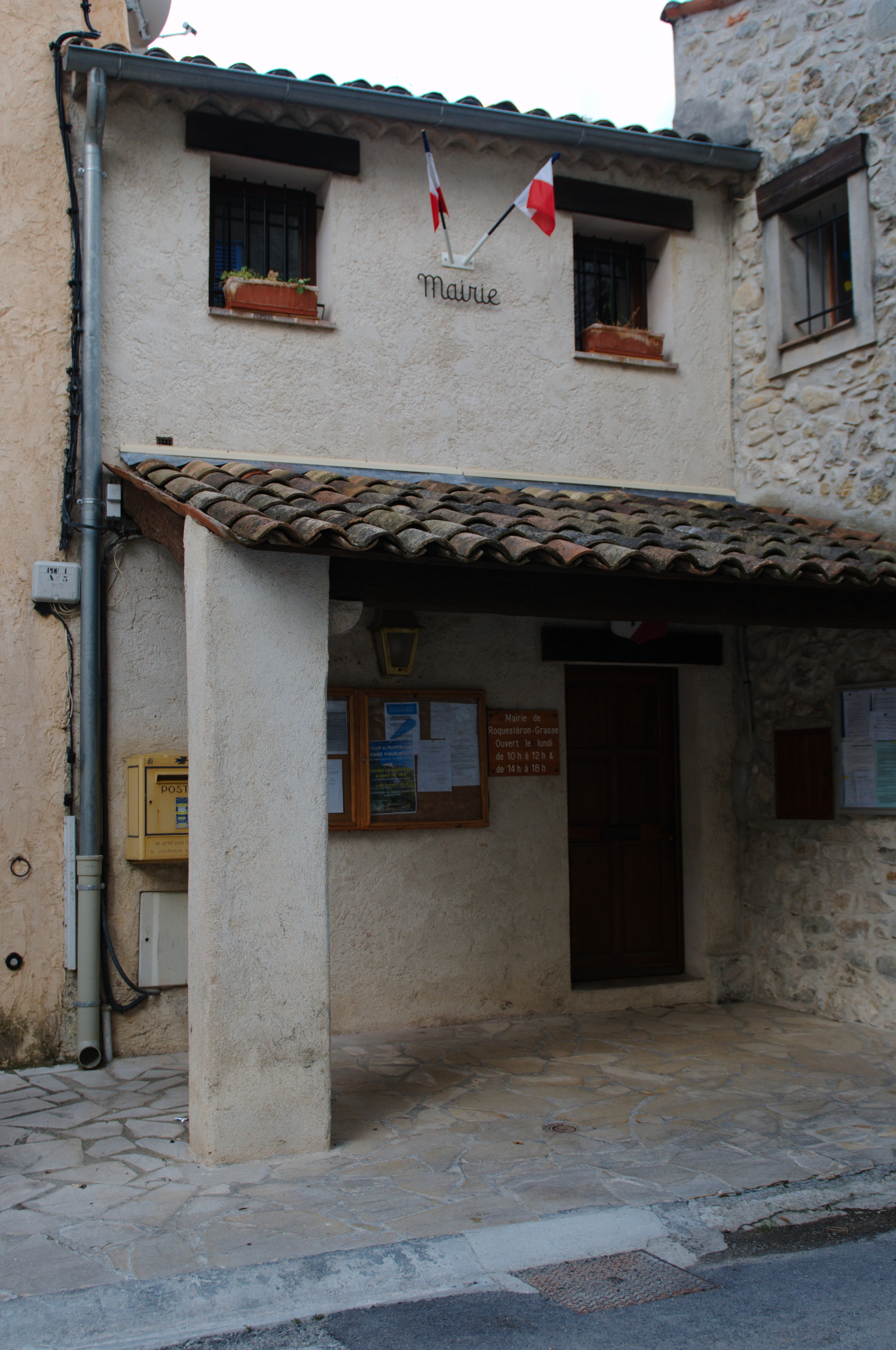
Mairie
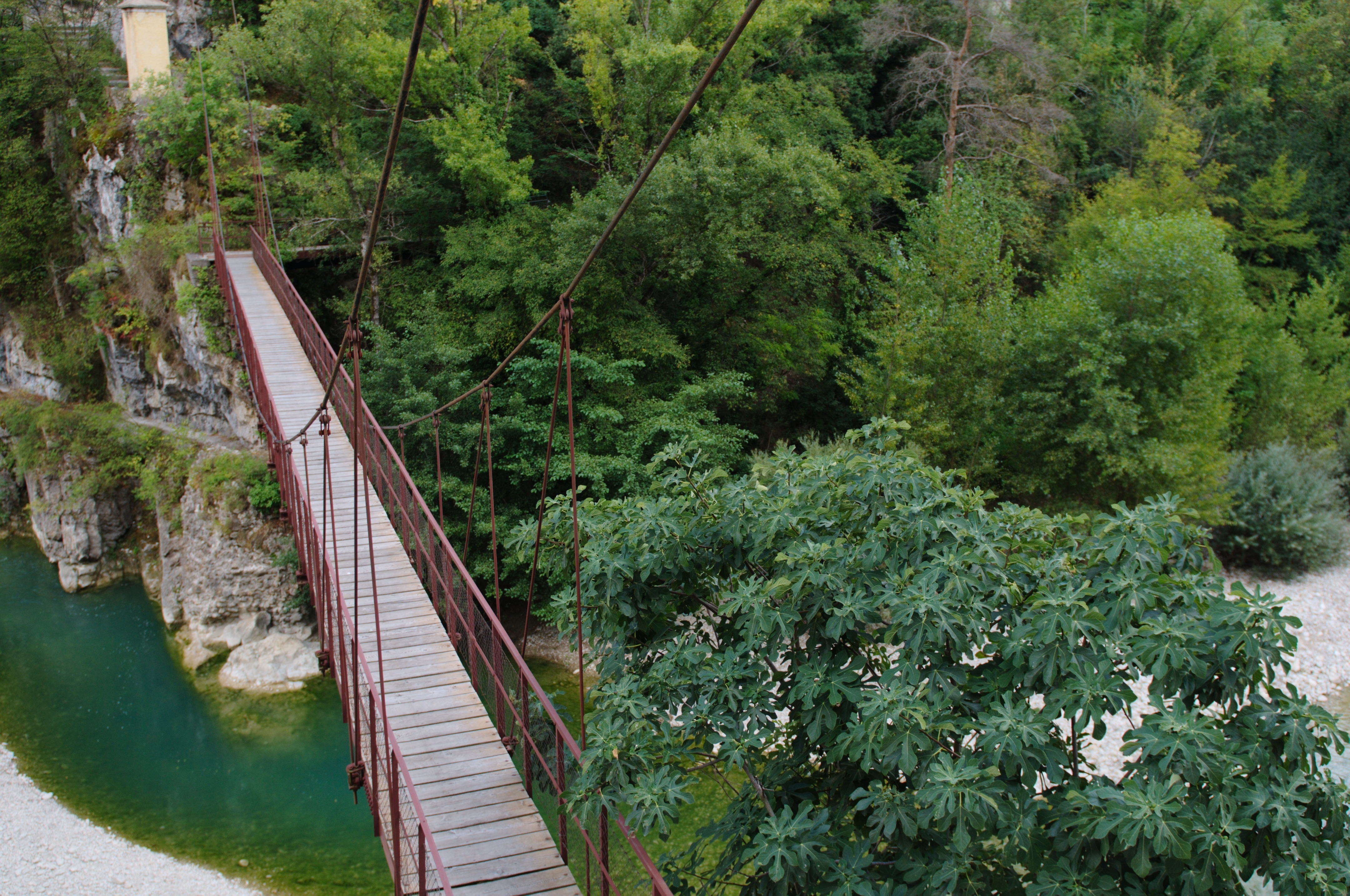
Hängebrücke
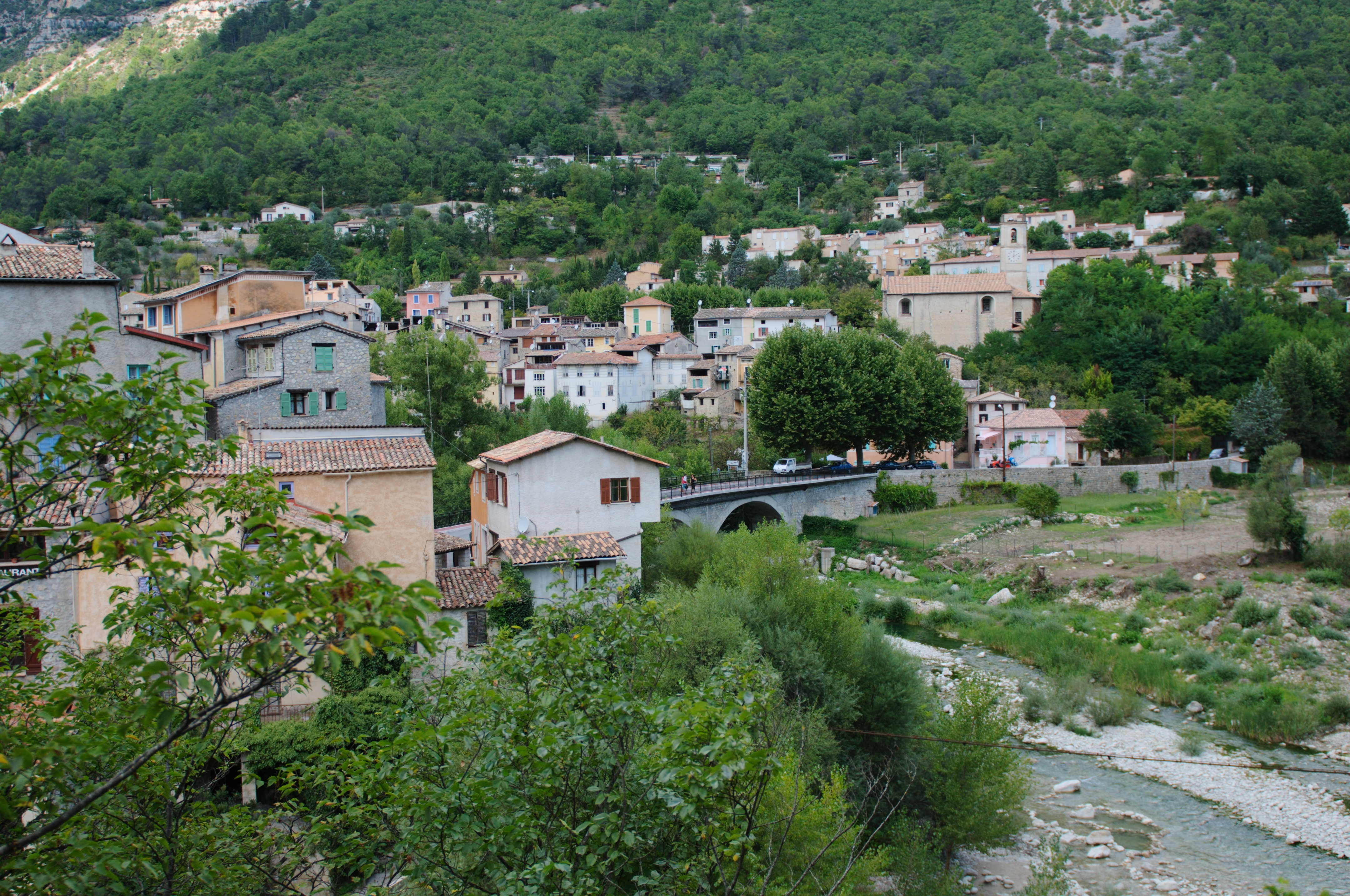
Straßenbrücke zwischen Roquestéron und Roquestéron-Grasse